# Чистякова, София Афанасьевна
София Афанасьевна Чистякова (1817—1890) — русская детская писательница и переводчица.

## Биография
София Афанасьевна Волкова родилась в 1817 году; получила первоначальное образование в частном пансионе в Дерпте, после чего продолжала самостоятельно заниматься науками и литературой.
В 1835 году вышла замуж за Михаила Борисовича Чистякова, впоследствии известного педагога и писателя; с этих пор она стала незаменимым сотрудником своего мужа.
В 1847 году она открыла в Санкт-Петербурге пансион для девиц. В 1851 году, вместе с мужем и А. Е. Разиным, Чистякова стала издавать «Журнал для детей», отличавшийся большими достоинствами, очень распространенный и являвшийся в то время очень редким периодическим печатным изданием с направленностью такого рода. Работы у Чистяковой было очень много и она вынуждена была закрыть пансион. С этого времени литературный труд поглотил её полностью, и она вскоре приобрела известность, как талантливая детская писательница. Чистякова состояла также сотрудницей «Семейных вечеров», во времена редакторства С. С. Кашпиревой, и, среди прочего, поместила в них исторический очерк: «Татары».
В 1882 году она издала в столице главный труд Даниэля Дефо «Жизнь и удивительные приключения Робинзона Крузо», который был обработан специально для детей.
Кроме работы над оригинальными произведениями, Чистякова так же положила много труда на переводы иностранных авторов. Она участвовала в переводе «Всемирной истории» Ф. К. Шлоссера; перевела на русский язык сочинение Ф. Кристмана и С. Оберлендера: «Новая Зеландия и остальные острова южного океана : История открытия и постепенной колонизации Полинезии : Жизнь в пустынях и в городах Австралии» (СПб.: Я. А. Исаков, 1872—1875), а также некоторые романы Ауэрбаха и Марлитт.
От постоянного переутомления здоровье Чистяковой начало слабеть, особенно неблагоприятно на неё подействовала смерть двух взрослых сыновей и мужа. София Афанасьевна Чистякова скончалась 11 (23) июня 1890 года в Санкт-Петербурге. Была похоронена с мужем на Волковом православном кладбище.